# Шірпал Леонід Вікторович
Леоні́д Ві́кторович Ші́рпал (нар. 21 липня 1981, Суслівці, СРСР — пом. 10 липня 2014, Довжанський, Україна) — український офіцер, майор Державної прикордонної служби України. Загинув в ході антитерористичної операції поблизу пункту пропуску «Довжанський» (Луганська область).

## Життєпис
За однією інформацією, Леонід Шірпал зростав та відвідував школу у селі Суслівці, за іншою — народився у Летичеві та навчався у місцеві ЗОШ № 1. У 1998 році Шірпал вступив до Голосківського аграрного професійного ліцею, який закінчив з відзнакою, після чого проходив строкову службу в прикордонних військах України. Саме там він зрозумів, що бути військовим — його покликання. Після служби вступив до Хмельницької національної академії прикордонних військ.
У 2006 році був за розподілом направлений до Луганського прикордонного загону, де проходив службу. Пройшов усі службові щаблі, неодноразово отримуючи позачергові підвищення. Обіймав посаду начальника прикордонного оперативно-розшукового відділення відділу прикордонної служби «Бірюкове».
10 липня 2014 року Леонід Шірпал разом з трьома товаришами по службі виїхав на патрулювання, з якого живим не повернувся. Майор ДПС України загинув поблизу пункту пропуску «Довжанський». Його було поховано у рідних Суслівцях. У Шірпала лишилися дружина та донька.

## Нагороди
- Орден «За мужність» III ступеня (2014, посмертно)[4]

## Вшанування пам'яті
В Летичеві існує вулиця Леоніда Шірпала.